# 1975年の出版
1975年の出版（1975年のしゅっぱん）では1975年の出版に関する出来事についてまとめる。

## 出版に関する出来事
出版社の設立・倒産､文庫・新書の創刊､雑誌の創刊・休刊､ミリオンセラーの出版などの記載。特記した場合を除き､創刊､休刊､廃刊､復刊の日付はそれぞれの創刊号､最終号､復刊号の発売日である。

### 4月
- 笠倉出版社設立

### 5月
- 5月21日 - 集英社の成年誌『月刊プレイボーイ』を創刊。

### 6月
- 岩波文庫が値上げ。☆１つを100円とする。ただし、在庫品で定価が★で表わされたものは、★１つ70円で価格を据え置いた。
- 中国古典文学大系（平凡社）全60巻完結。

### 9月
- 9月8日 - 双葉社の少年向けの漫画雑誌『週刊少年アクション』を創刊。

### 12月
- 白夜書房設立。

### 月日不明
- 大亜出版設立。[1]

- 特記した場合を除き創刊､休刊､廃刊､復刊の日付は､それぞれ創刊号､最終号､復刊号の発売日である。